# (4576) Yanotoyohiko
(4576) Yanotoyohiko est un astéroïde de la ceinture principale.

## Description
(4576) Yanatoyohiko est un astéroïde de la ceinture principale. Il fut découvert le 10 février 1988 à Chiyoda par Takuo Kojima. Il présente une orbite caractérisée par un demi-grand axe de 2,99 UA, une excentricité de 0,12 et une inclinaison de 10,4° par rapport à l'écliptique.

## Compléments